# 内蒙古自治区人民代表大会常务委员会
内蒙古自治区人民代表大会常务委员会（简称内蒙古自治区人大常委会）是内蒙古自治区人民代表大会的常设机关，对内蒙古自治区人民代表大会负责并报告工作。其主要职能是立法、监督、人事任免、重大事项决定、人民代表大会理论研究等。

## 历史沿革
中华人民共和国1954年宪法及地方组织法并未规定设置一级行政区人大的常务机关。在人民代表大会闭会期间，其职能由自治区人民政府或人民委员会行使。
1979年7月，第五届全国人民代表大会第二次会议通过《关于修正中华人民共和国宪法若干规定的决议》，其中规定：“县和县以上地方各级人民代表大会设立常务委员会，它是本级人民代表大会的常设机关”。1979年12月18日至27日，召开内蒙古自治区第五届人民代表大会第二次会议，选举产生常务委员会。12月28日，自治区第五届人民代表大会常务委员会举行第一次会议，决定设立办公厅，下设秘书处、信访处、行政处。

## 主要职责
依照宪法和法律规定，内蒙古自治区人民代表大会常务委员会行使下列职权：
1. 负责自治区人民代表大会会议、常委会会议、常委会主任会议和常委会召开的其他会议的筹备和会务工作。
2. 负责提出自治区地方立法规划和年度计划并组织实施。围绕立法项目以及常委会组成人员审议意见开展立法调研工作。
3. 依法对自治区一府两院工作进行监督。听取和审议一府两院工作报告，对一府两院工作进行法律监督和工作监督，开展执法检查、执法调研。
4. 承办自治区的全国人大代表、自治区人大代表和自治区国家机关领导人的选举工作；指导设区的市、旗县（市区）、苏木乡镇人大代表选举工作，承办自治区人大常委会的人事任免事项。
5. 完成全国人大常委会交办的立法调研、执法检查和代表工作及其他工作任务。
6. 重大事项的决定。

## 机构设置
- 办公厅
  - 秘书处
  - 会议处
  - 信访局
  - 翻译处
  - 人事处
  - 财务审计处
  - 对外联络处
  - 离退休人员工作处
- 研究室
- 代表资格审查委员会
- 议案审查委员会
- 民族侨务外事工作委员会
- 内务司法工作委员会
- 财政经济工作委员会
- 教科文卫工作委员会
- 法制工作委员会
- 农牧业工作委员会
- 环境资源城乡建设工作委员会
- 人事代表选举工作委员会

直属事业单位
- 内蒙古自治区人大常委会电子政务服务中心
- 内蒙古自治区人大常委会机关事务服务局
- 《内蒙古人大》杂志社
- 内蒙古自治区人民会堂管理处（人民会堂）

## 历届组成人员

### 第五届
- 任期：1979年12月－1983年4月
- 主任：廷懋
- 副主任：王逸伦、高增培、沈新发、克力更、刘昌、孫蘭峰、张如岗、寒峰、奇峻山、色音巴雅尔、宝日勒岱、鄂其尔呼雅克图、张荣臻（1982年4月辞任）
- 秘书长：宁云程

### 第六届
- 任期：1983年4月－1988年5月
- 主任：巴图巴根
- 副主任：李文（1986年5月辞任）、郝秀山（1986年5月辞任）、孫蘭峰、周北峰、何耀（1986年5月辞任）、色音巴雅尔、鄂其尔呼雅克图、潮洛濛、布特格其、阿拉坦敖其尔（1988年1月辞任）、胡钟达（1988年1月辞任）
- 秘书长：

### 第七届
- 任期：1988年5月－1993年5月
- 主任：巴图巴根
- 副主任：布特格其、张灿公、色音巴雅尔、许令妊、白俊卿、刘震乙、沙驼、周荣昌（1990年4月补选）、崔维嶽（1990年4月补选）、于兴隆（1992年4月补选）
- 秘书长：巴达拉呼

### 第八届
- 任期：1993年5月－1998年1月
- 主任：王群（1997年1月辞任） → 刘明祖（1997年1月补选）
- 副主任：于兴隆、刘作会（1997年1月辞任）、伊钧华、刘震乙、崔维嶽、贾才、刘珍、王秀梅、舍勒巴图、刘晓旺、宋志民（1997年1月补选）
- 秘书长：赵青山

### 第九届
- 任期：1998年4月－2003年1月
- 主任：刘明祖
- 副主任：白音、宋志民（2002年1月辞任）、张廷武、包文发、贾才（2002年1月辞任）、王秀梅、舍勒巴图、张鹤松（2002年1月辞任）、陈瑞清、万继生（2002年1月补选）、尤仁（2002年1月补选）、王凤岐（2002年1月补选）
- 秘书长：邢宝玉

### 第十届
- 任期：2003年1月－2008年1月
- 主任：储波
- 副主任：尤仁、万继生、周德海（2004年1月辞任）、周维德、王凤岐、宝音德力格尔、陈瑞清、云秀梅、胡忠（2004年1月补选）、哈斯巴根（2004年1月补选）、张国民（2005年1月14日补选）、柳秀（2007年1月补选）
- 秘书长：哈斯巴根（2005年1月5日辞任） → 柳秀（2005年1月14日补选）

### 第十一届
- 任期：2008年1月－2013年1月
- 主任：储波（2010年1月11日辞任） → 胡春华（2010年1月24日补选）
- 副主任：雷·额尔德尼、罗啸天（2012年2月19日辞任）、郝益东、云秀梅（2012年2月19日辞任）、柳秀（2012年2月19日辞任）、赵忠、呼尔查（2011年1月21日补选）、邢云（2012年2月19日补选）、杭桂林（2012年2月19日补选）、吴团英（2012年2月19日补选）
- 秘书长：胡毅峰（2011年1月21日辞任） → 杭桂林（2011年1月21日补选）

### 第十二届
- 任期：2013年1月－2018年1月
- 主任：王君（2017年1月7日辞任[4]） → 李纪恒（2017年1月18日当选）
- 副主任：呼尔查、邢云（2016年1月28日辞任）、赵忠（2016年1月28日辞任[5]）、杜梓（2015年1月30日当选）、那顺孟和（2017年1月18日当选）、王玉明（2017年1月18日当选）、杭桂林、吴团英、李荣禧、廉素（2016年1月28日补选）
- 秘书长：鲍常青（2015年7月26日辞任） → 孙惠民（2016年1月28日补选[6]）

### 第十三届
- 任期：2018年1月[7]－2023年1月
- 主任：李纪恒（2019年11月28日辞任） → 石泰峰（2020年1月16日当选[8]-2022年7月29日辞任） → 孙绍骋
- 副主任：那顺孟和、吴团英（2021年1月20日辞任）、李荣禧、廉素、王波、张院忠（2020年1月16日补选[9]）、和彦苓、林少春（2022年1月24日补选[10]）、段志强（2022年1月24日补选[10]）
- 秘书长：施文学

### 第十四届
- 任期：2023年1月[11]－
- 主任：孙绍骋
- 副主任：林少春、张韶春、段志强、艾丽华、李秉荣、吴艳刚、郑宏范（2025年1月17日补选）、丁绣峰（2025年1月17日补选）
- 秘书长：万超岐